# 姚孔鍼
姚孔鍼，中國清朝官員，安徽桐城人。
姚孔鍼爲副貢出身。雍正十年（1732年）接替馮盡善擔任台灣府諸羅縣知縣，掌管今嘉義縣、嘉義市、雲林縣一帶政事。